# Nicolaes Craen
Nicolaes Craen (* vor 1501; † April 1507 in ’s-Hertogenbosch) war ein franko-flämischer Komponist und Sänger der Renaissance.

## Leben
Leben und Werk dieses Komponisten sind bis heute weitgehend unbekannt geblieben, mit Ausnahme seiner letzten sieben Jahre. Der Musikhistoriker Edmond Vander Straeten gibt 1882 an, Craen sei in ’s-Hertogenbosch geboren, und der Musikwissenschaftler René Vannes behauptet 1947, dass der Vater des Komponisten, Henri Craen, aus Mecheln stammen soll. Für keine dieser Aussagen gibt es archivarische Belege. Ebenso wenig ist die zuweilen anzutreffende Behauptung belegbar, dass der Komponist im Jahr 1503 Bürger der Stadt Antwerpen gewesen sei. Erstmals erwiesen ist seine Bewerbung um das Amt des Singmeisters an der Kirche St. Donatian in Brügge etwa am 10. Mai 1501. Das Domkapitel dieser Kirche vergab dieses Amt jedoch an seinen Konkurrenten Antonius Divitis. Schließlich wurde Craen am 8. Juni 1502 als Singmeister der „Illustere Broederschap“ an der Kirche Unserer Lieben Frau in ’s-Hertogenbosch angestellt.
Antonius Divitis wurde jedoch am 20. März 1504 vorzeitig aus seinem Amt an St. Donatian entlassen. Daraufhin bemühten sich die Domherren in Brügge, Craen als Nachfolger zu gewinnen, nachdem dieser inzwischen in hohem Ansehen stand. Sie hatten damit aber keinen Erfolg; Craen behielt sein Amt in ’s-Hertogenbosch. Er ist dort kurz nach dem 1. April 1507 verstorben.

## Bedeutung
Die Kompositionen von Nicolaes Craen fanden große Verbreitung durch über 40 Handschriften; einige davon sind durch den Verleger Ottaviano dei Petrucci im Druck erschienen. Viele seiner Stücke sind zusätzlich als Intabulierungen für Laute und für Orgel überliefert, was auf eine beachtliche Popularität der betreffenden Werke hindeutet. Besonders erfolgreich war seine dreistimmige Motette „Ecce video“, die sowohl in der Lauten- wie in der Orgelübertragung vorliegt und außerdem in die Schrift Dodekachordon des Schweizer Musikwissenschaftlers Heinrich Glarean (Basel 1547) aufgenommen worden ist. Auch der deutsche Musiktheoretiker Othmar Luscinius (1480–1537) hat sich in seiner Schrift Musurgia seu Praxis musicae (Straßburg 1536) lobend über Craens Hohelied-Motette „Tota pulchra es“ geäußert.

## Werke
- „Ave Maria gratia plena“ zu vier Stimmen, auch in Orgeltabulatur und anonym überliefert
- „Betrübt ist mir mein Herz“ zu drei Stimmen, Autorschaft Craens zweifelhaft (nur „Nicolaus“ angegeben), nur in Orgeltabulatur
- „Ecce video“ zu drei Stimmen, sowohl in Lauten- wie in Orgeltabulatur und mit dem Text „Osculetur me osculo oris sui“ aus dem Hohelied
- „Mins lefkins bruyn ooghen“ zu vier Stimmen, nur in Orgeltabulatur
- „Salve Regina“ zu vier Stimmen
- „Sancta Trinitas“ zu vier Stimmen, Craens Autorschaft zweifelhaft, auch Costanzo Festa, Antoine de Févin, Josquin und Cristóbal de Morales zugeschrieben, sehr wahrscheinlich von Févin; das Stück existiert auch in einer Version mit zwei zusätzlichen Stimmen von Arnold von Bruck
- „Si ascendero“ zu drei Stimmen, auch in Lautentabulatur und mit dem Text „Diva Palestrina“
- „Tota pulchra es“ zu vier Stimmen, auch in Lautentabulatur